# Rennes-le-Château

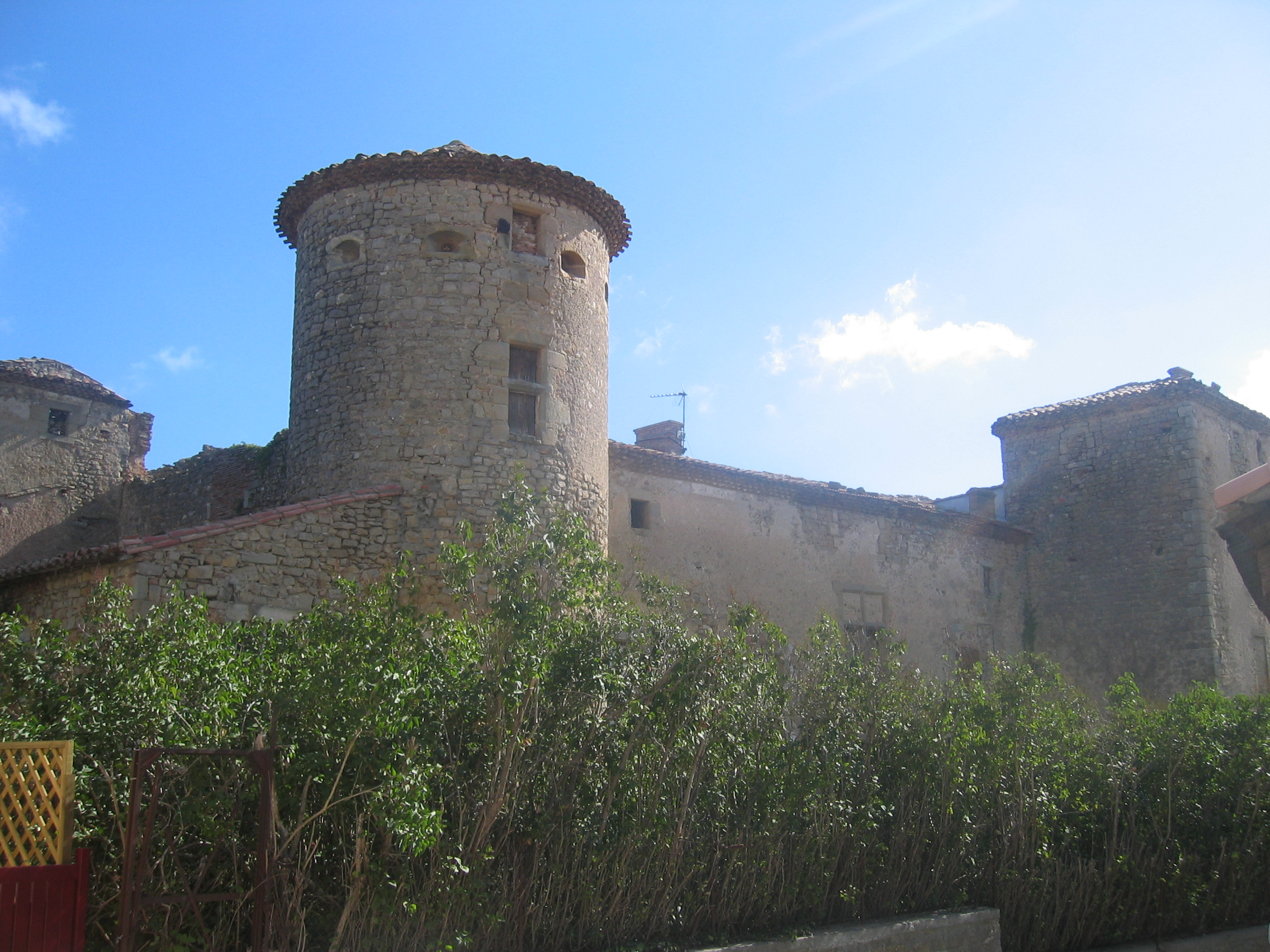
Rennes-le-Château

Rennes-le-Château is een plaats in Frankrijk in de Pyreneeën, regio Occitanie, departement Aude, tussen Carcassonne en Andorra, met 82 inwoners (2009) op 14,68 km².
Rennes-le-Château heeft een rijk verleden. Het trekt veel bezoekers door verhalen over het mysterie van de Heilige Graal en een mogelijke schat, die eind negentiende eeuw zou zijn gevonden door de dorpspastoor, Abbé Saunière.

## Geschiedenis
Het kleine stadje was in de oudheid en de vroege Middeleeuwen bekend onder de naam Rhedae, genoemd naar de Keltische stam der Redones, die het gebied bewoonden. Aan het begin van de 5e eeuw maakten de Visigoten onder aanvoering van Alarik II Rhedae tot de hoofdstad van een van hun koninkrijkjes, Septimanië. In de zesde eeuw, bij de Frankische invasie, was de koningsstad Rhedae op het toppunt van haar macht; de stad had toen 30 000 inwoners. In de middeleeuwen was hier het graafschap Razès en kort ook het kathaarse bisdom Razès. 

### Abbé Saunière
In 1885 was Rennes-le-Château vervallen tot een klein provinciedorp. Dat jaar werd Bérenger Saunière er benoemd tot priester. Hij startte een bescheiden renovatie van de kerk. Volgens de verhalen heeft hij tijdens de verbouwing iets gevonden waardoor hij geld beschikbaar kreeg voor een veel grotere renovatie. Hij zou ook handelen in niet door de Rooms-Katholieke Kerk erkende aflaten. Na zijn dood is niets van eventuele rijkdommen teruggevonden.
De overleveringen over het geld voor de restauratie van de kerken berichten over fantastische schatvondsten. In een van de pilaren van het altaar zou Saunière vier stukken perkament gevonden hebben. Onder een steen voor het altaar vonden de werklieden een pot met gouden munten, een Visigotische ketting en armband, en een 13e-eeuwse gouden beker. Nadat de koster nog een stuk perkament vond, begon Saunière in het geheim grootschalige opgravingen in de kerk en op het kerkhof. Mogelijk heeft hij daarbij iets gevonden, want daarmee vertrok hij naar Parijs, waar hij contact zocht bij occulte genootschappen.
Korte tijd later bleek Saunière zich als een rijk man te gedragen. Hij liet de kerk grootschalig opknappen, bouwde voor de parochie een villa en voor zijn boekenverzameling bouwde hij een toren, genoemd naar Maria Magdalena, La Tour Magdala. Op 22 januari 1917 overleed Saunière. Zijn geheim en bezittingen droeg hij over aan zijn huishoudster Marie Denarnaud.

#### De schat
De schijnbare plotselinge rijkdom van Saunière heeft door de jaren heen veel stof tot speculeren gegeven. Sommigen denken dat hij een schat van de Katharen heeft gevonden, die in Rennes-le-Château verborgen zou zijn na de val van Montségur. Anderen houden het op een schat van de Tempeliers, die bij de vernietiging van deze orde weggesmokkeld zou zijn. Weer anderen houden het voor mogelijk dat Saunière een schat van de Westgoten heeft gevonden. De schat zou in Rennes-le-Château zijn verborgen in de tijd dat de Merovingen onder leiding van Clovis Toulouse veroverden.

#### De Heilige Graal
Volgens het boek Het heilige bloed en de heilige graal zou Saunière bewijzen hebben gevonden, dat Maria Magdalena de vrouw was van Jezus Christus, en met hem samen kinderen had die na de kruisiging met hun moeder in Frankrijk terecht zijn gekomen.
Het dorp Rennes-le-Château en zijn (vermeende) geschiedenis is steeds vaker het onderwerp van schrijvers van goedverkopende historische thrillers.

## Geografie

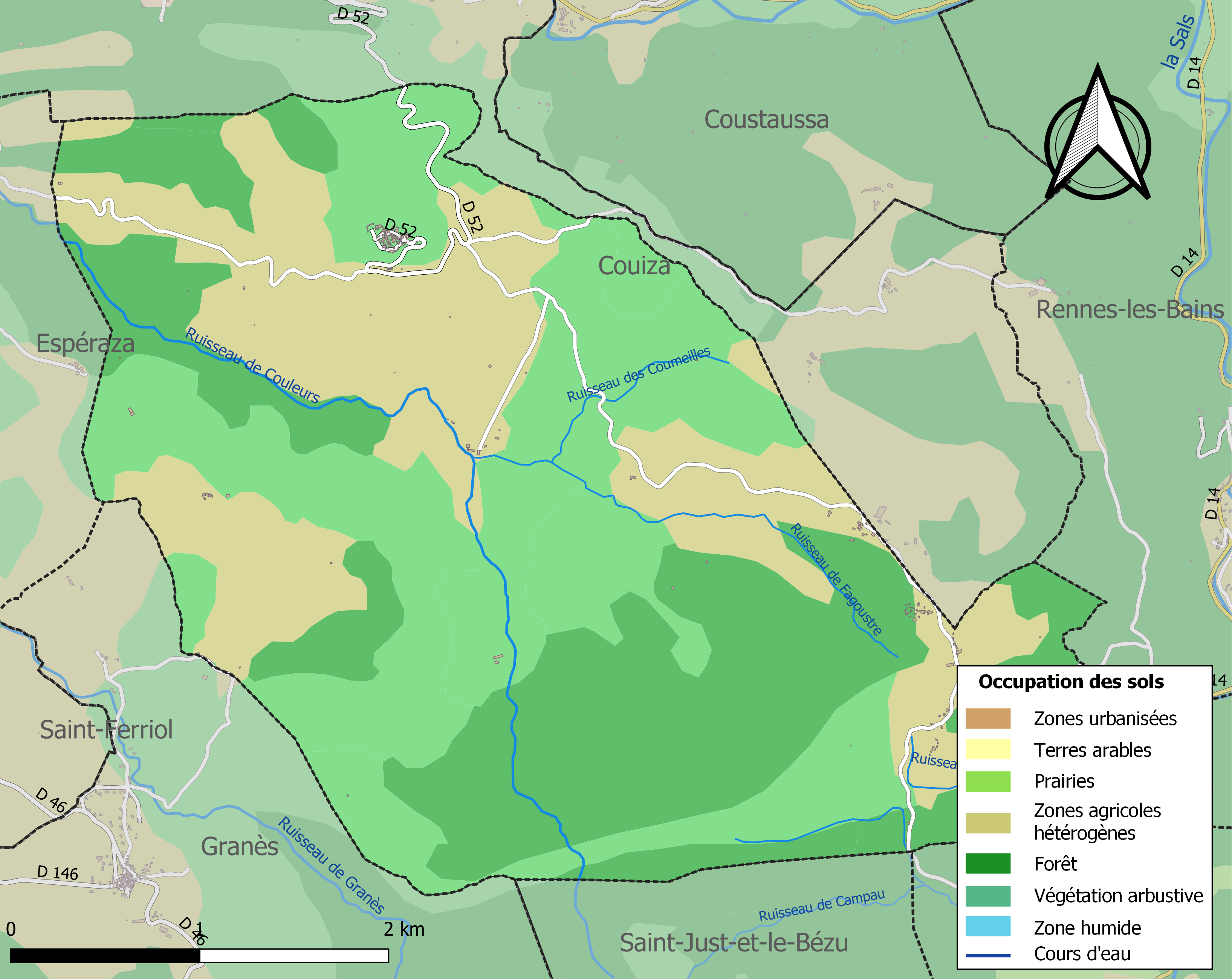
Kaart van de gemeente met de belangrijkste infrastructuur, bodemgebruik en omliggende gemeenten

## Afbeeldingen

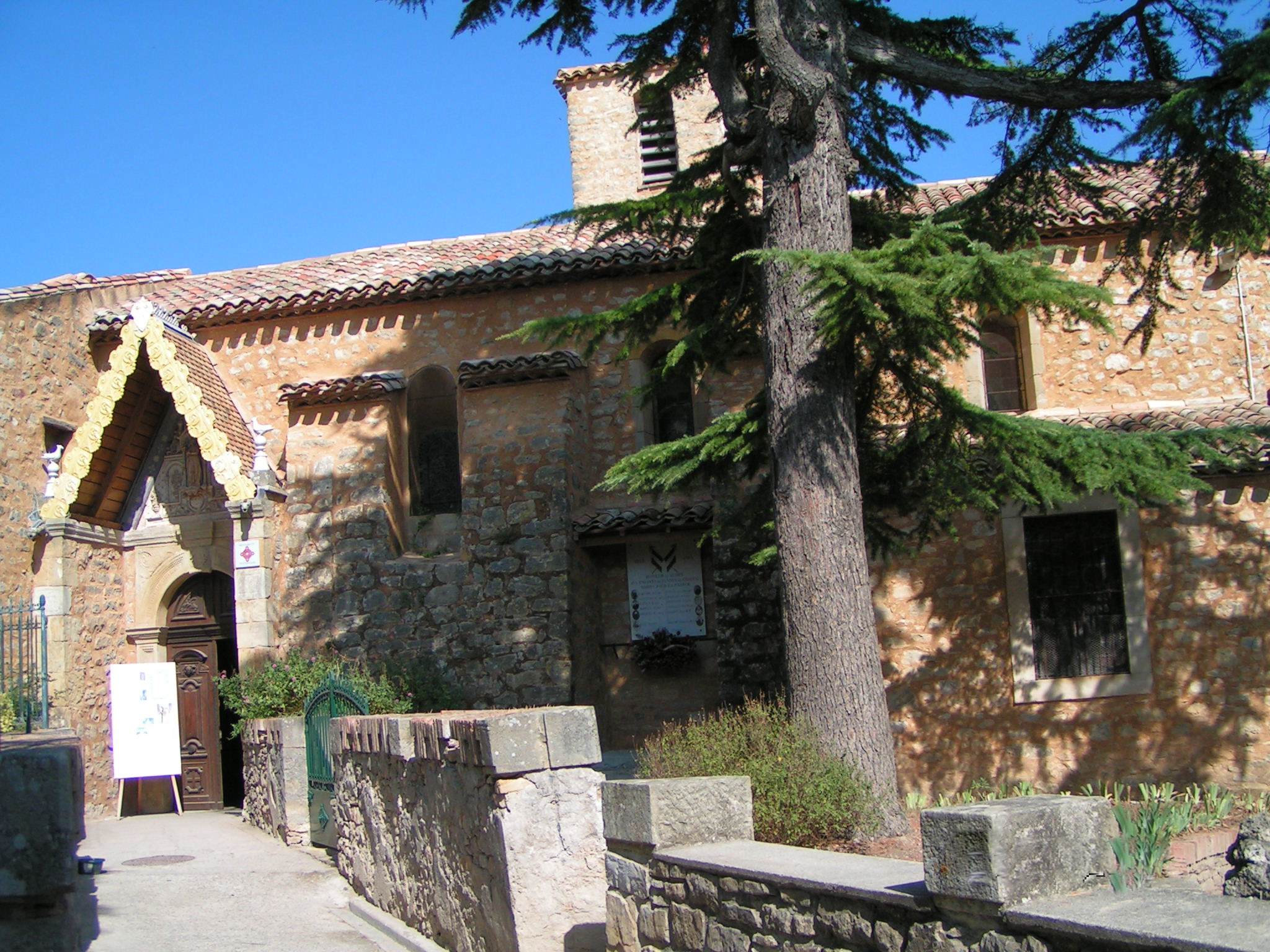
De kerk
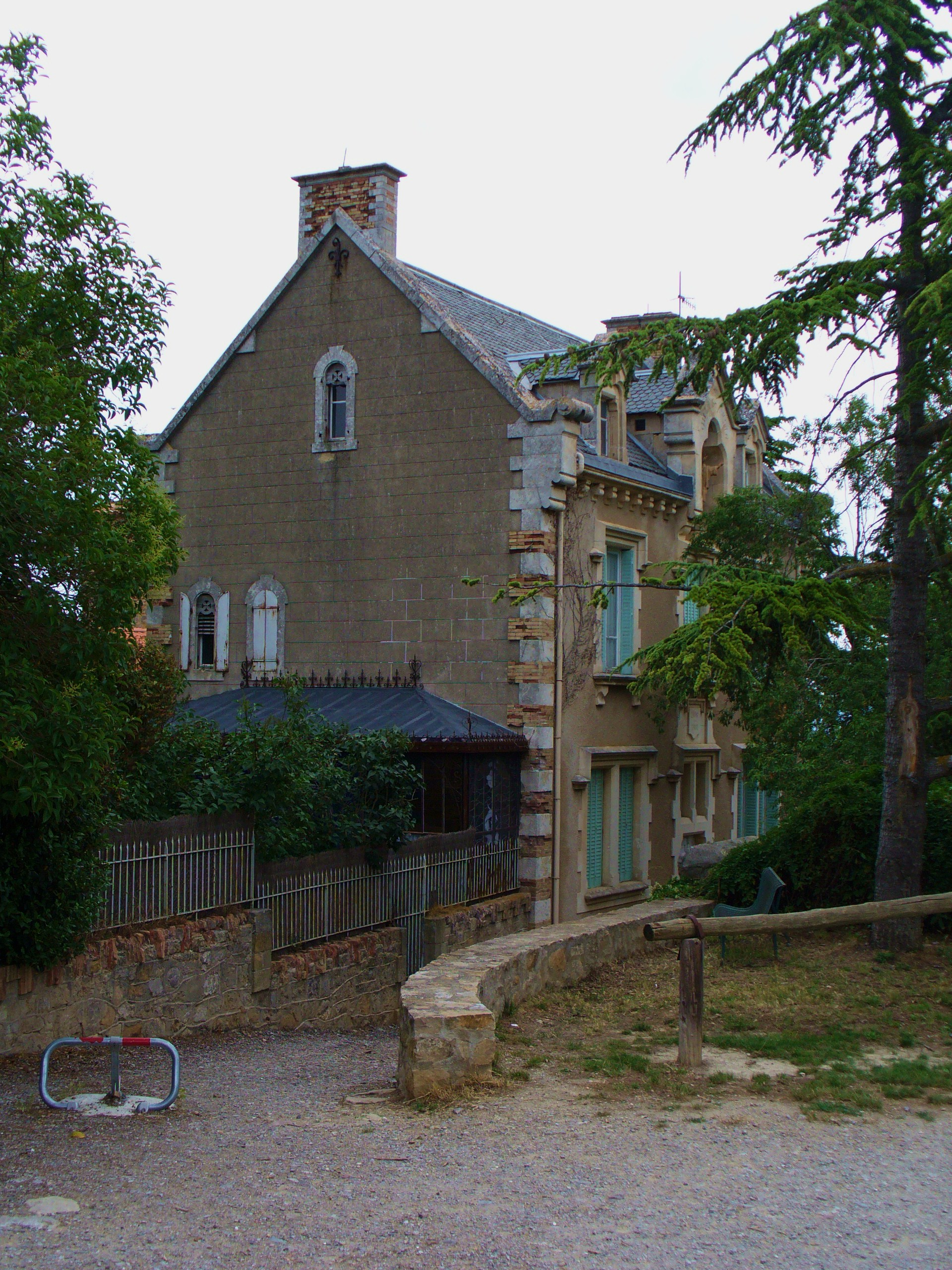
Villa Bethania
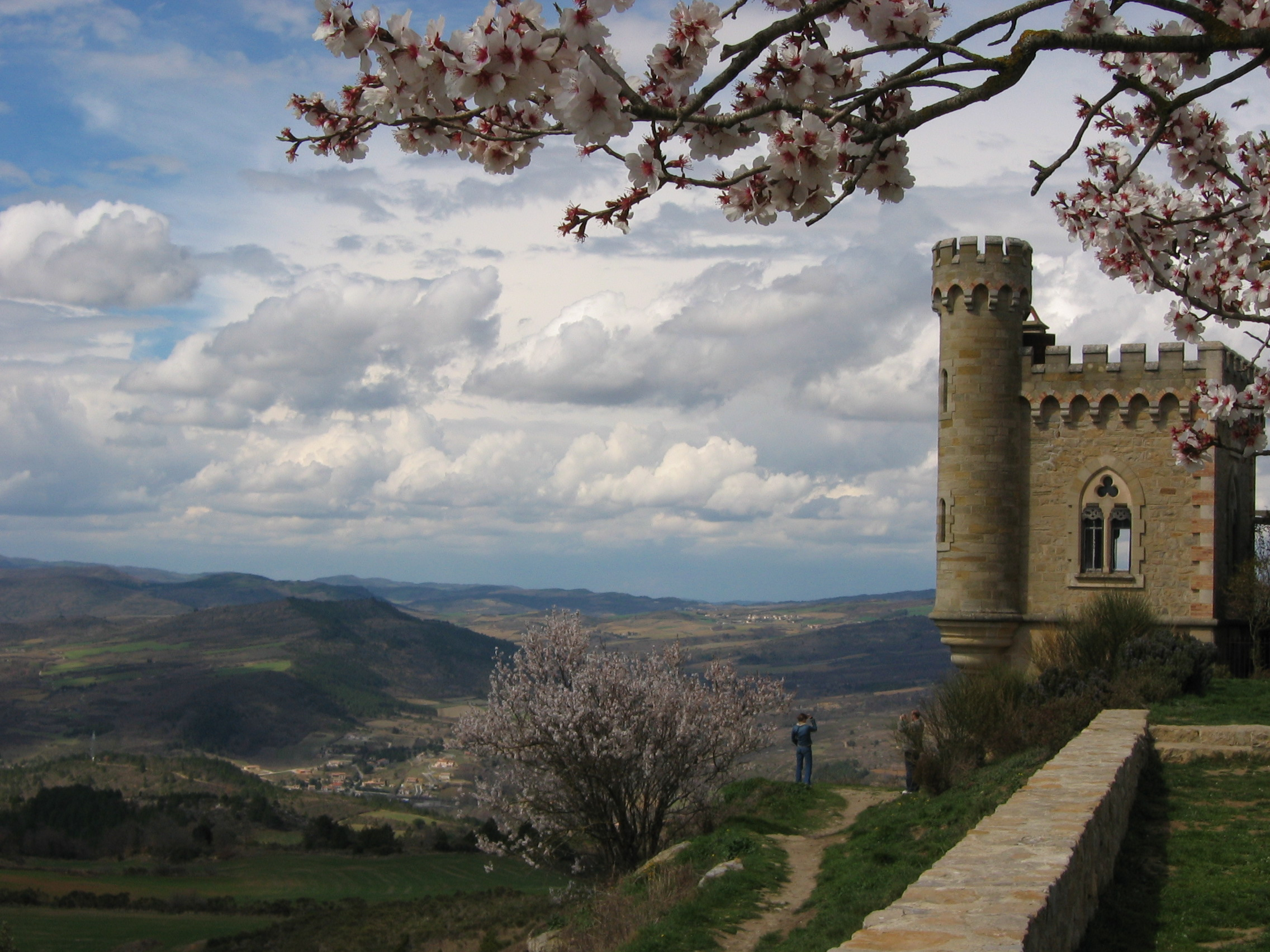
Tour Magdala

## Demografie
Onderstaande figuur toont het verloop van het inwonertal (bron: INSEE-tellingen).

Vanwege een beveiligingsprobleem met de MediaWiki Graph-software is het momenteel niet mogelijk deze grafiek weer te geven. Zodra de software is bijgewerkt zal de grafiek vanzelf weer zichtbaar worden.